# 托萊杜 (米納斯吉拉斯州)
托莱杜（葡萄牙語：Toledo）是巴西米纳斯吉拉斯州的一个市镇。总面积136.133平方公里，总人口5720人，人口密度42人/平方公里。